# FIFA 22
『FIFA 22』は、EAスポーツが開発し、エレクトロニック・アーツより2021年10月1日に世界同時発売されたサッカーゲームである。キリアン・エムバペが2年連続でカバーアスリートとなった。

## 収録リーグ
- イングランド
  - プレミアリーグ
  - EFLチャンピオンシップ
  - EFLリーグ1
  - EFLリーグ2
- フランス
  - リーグ・アン
  - リーグ・ドゥ
- ドイツ
  - ブンデスリーガ
  - ツヴァイテリーガ
  - 3.リーガ
- イタリア
  - セリエA（ユヴェントスとローマは偽名収録。選手は実名収録）
- スペイン
  - ラ・リーガ サンタンデール
  - ラ・リーガ スマートバンク
- オーストリア
  - オーストリア・ブンデスリーガ
- ベルギー
  - ジュピラー・プロ・リーグ
- デンマーク
  - 3F スーペルリーガ
- ノルウェー
  - エリテセリエン
- ポーランド
  - PKO エクストラクラサ
- ポルトガル
  - Liga NOS
- アイルランド
  - SSE エアトリシティ リーグ
- ルーマニア
  - リーガ1
- スコットランド
  - スコティッシュ・プレミアシップ
- スウェーデン
  - アルスヴェンスカン
- スイス
  - ライファイゼン・スーパーリーグ
- トルコ
  - スュペル・リグ
- 日本
  - J1リーグ
- 韓国
  - Kリーグ1
- 中国
  - 中国サッカー・スーパーリーグ
- オーストラリア
  - Aリーグ
- サウジアラビア
  - サウジ・プロフェッショナルリーグ
- その他
  - ギリシャ・スーパーリーグから4クラブ
  - シャフタール・ドネツクほか10クラブ
  - 男子A代表50チーム
  - 女子A代表15チーム